# Naučná stezka a kondiční okruhy v Černotíně a Hluzově
Naučná stezka a kondiční okruhy v Černotíně a Hluzově, nazývaná také Naučná stezka Černotín - Hluzov, je okružní naučná stezka v Černotíně a jeho části Hluzov v okrese Přerov v Olomouckém kraji. Leží v geomorfologické celku Podbeskydská pahorkatina a na Moravě.

## Historie a popis stezky
Naučná stezka a kondiční okruhy v Černotíně a Hluzově byla zřízena v roce 2015 a je zaměřena na sakrální, technické a přírodní zajímavosti Černotína, Hluzova a jejich okolí. Má několik zastavení a v terénu rozmístěných informačních panelů. Výchozím bod stezky je střed Černotína, kde je umístěn hlavní informační panel celé stezky. Mezi významné památky na trase patří například vápenky a Kostel sv. Cyrila a Metoděje v Černotíně, kaple sv. Anny, lejta a ruchadlo v Hluzově aj. Stezka je dlouhá 10 km a je celoročně volně přístupná.

## Galerie

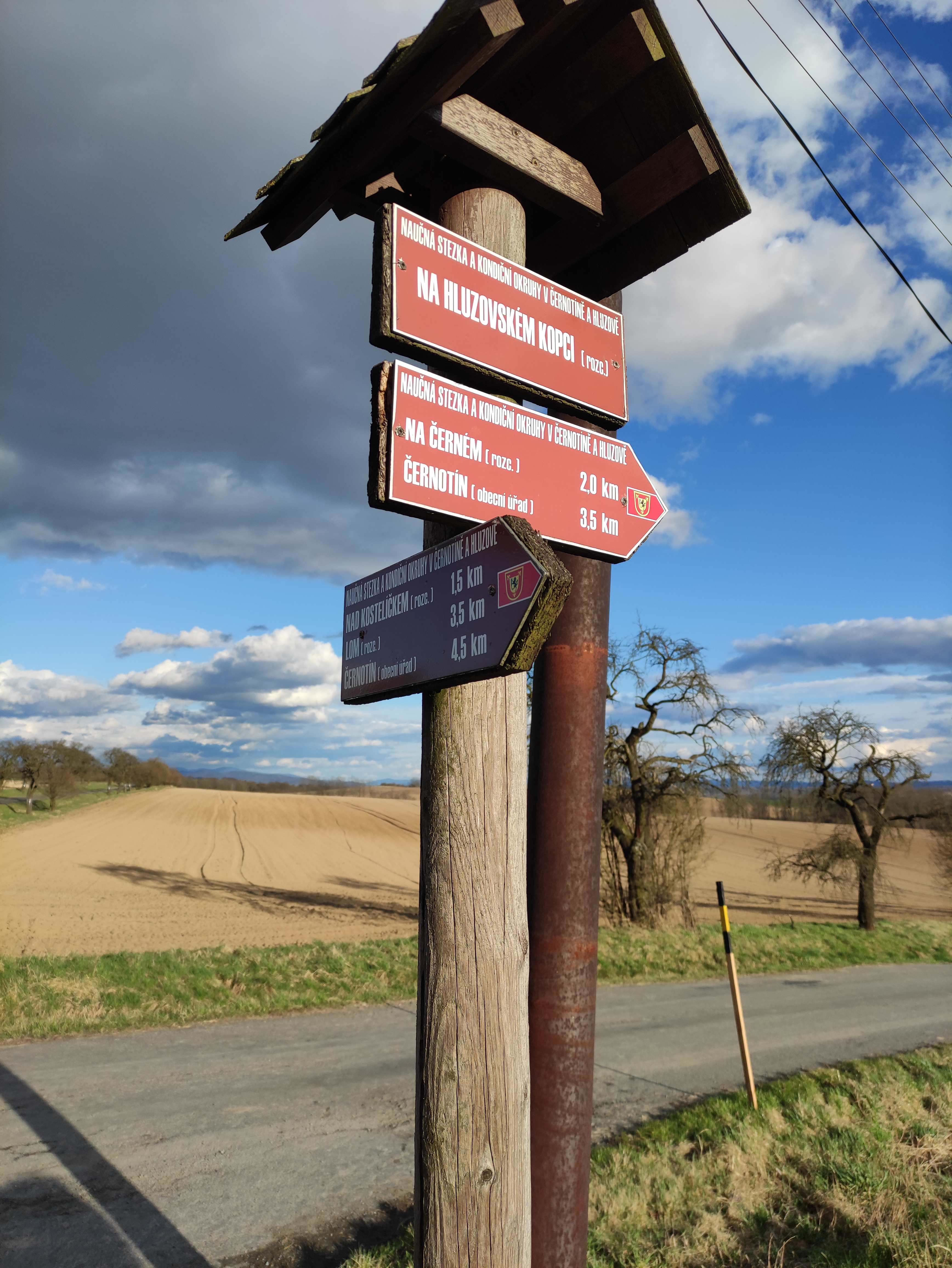
Turistický rozcestník
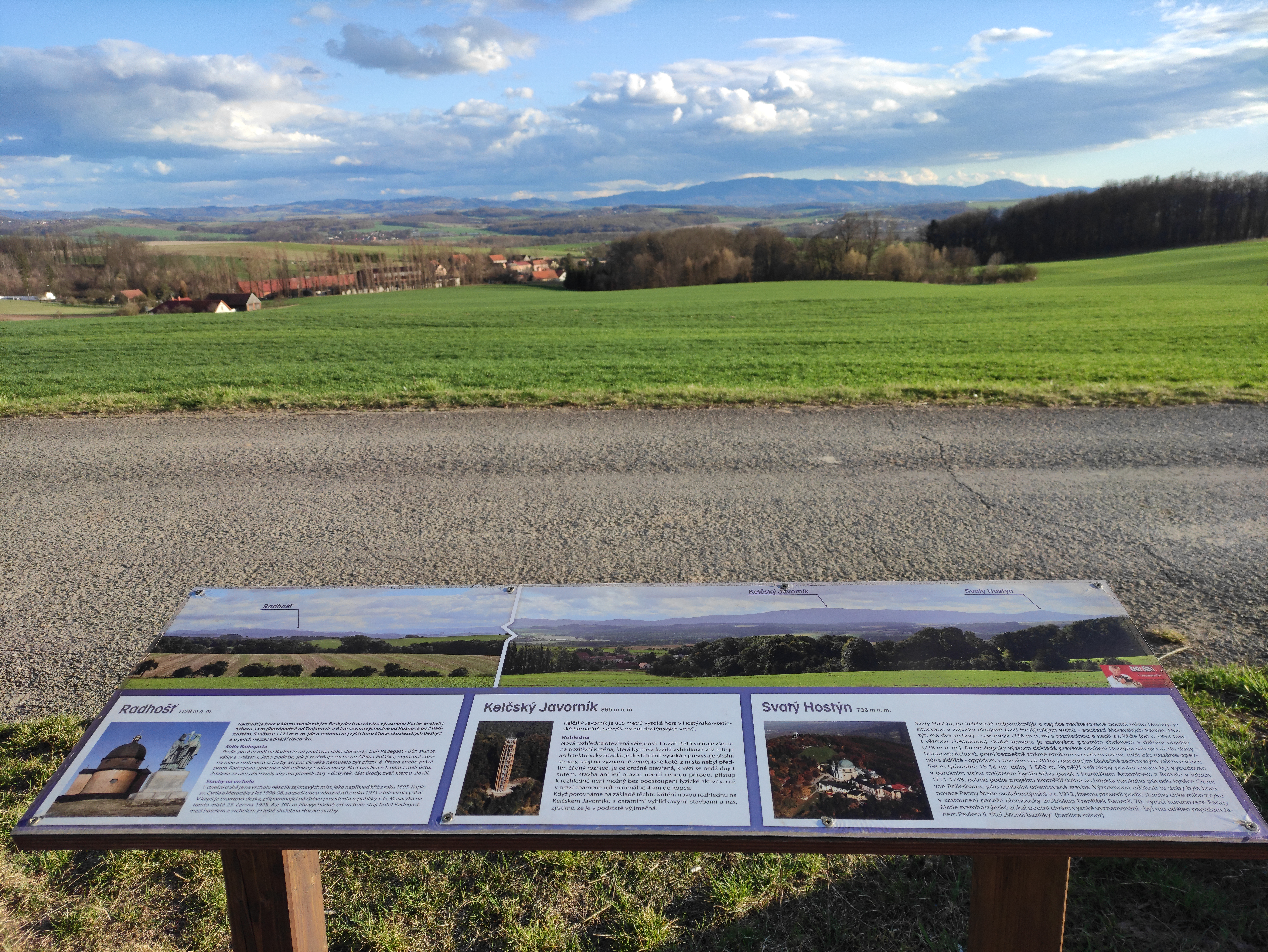
Informační panely u stezky